# Roland Linz
Roland Gunther Linz (sinh ngày 8 tháng 8 năm 1981 ở Leoben, Styria) là một cựu cầu thủ bóng đá người Áo thường chơi ở vị trí tiền đạo tiền đạo. Hiện tại, Roland Linz đã giải nghệ.
Anh đã dành phần lớn sự nghiệp của mình cho Austria Wien, giành được 5 Thành tích lớn trong đó có 3 chức vô địch Bundesliga của Áo. Anh cũng đã từng thi đấu ở Pháp, Bồ Đào Nha, Thổ Nhĩ Kỳ và Thái Lan.
Roland Gunther Linz đã có 39 lần khoác áo Đội tuyển Bóng đá Quốc gia Áo, khoác áo ĐTQG tại Euro 2008.

## Sự nghiệp câu lạc bộ

### Sự nghiệp sớm
Anh sinh ra ở Leoben,  Styria, Áo. Khi 15 tuổi, anh rời Áo sang Đức để gia nhập TSV 1860 München.
Hai năm sau, Linz trở lại Áo để gia nhập lại câu lạc bộ quê hương, lần này được ra sân trong đội hình chuyên nghiệp. Trong hai mùa giải tiếp theo, anh ấy đã ghi 27 bàn sau 53 trận cộng lại, và phong độ tốt của anh ấy ở giải hạng hai đã thu hút sự chú ý của các đội bóng lớn hơn trong nước, dẫn đến việc anh ấy ký hợp đồng với FK Austria Wien.
Linz đã có lần đầu tiên thành công tại đội bóng mới của mình, khi vô địch Bundesliga và cúp quốc gia Áo 2002–03. Một năm sau, anh được cho mượn từ Austria Wien sang VfB Admira Wacker Mödling , nằm ở ngoại ô phía nam thủ đô.

### Xuất Ngoại lần thứ 2 và trở về Áo
Linz rời Áo lần thứ hai vào năm 2004, gia nhập câu lạc bộ OGC Nice tại Ligue 1 dưới dạng cho mượn. Tuy nhiên, anh ấy đã thất bại và trở về Áo chỉ sau sáu tháng, để chơi cho SK Sturm Graz cho đến cuối mùa giải.
Linz sau đó trở lại Austria Wien sau đó anh đăng quang vua phá lưới giải đấu. Đó là khoảng thời gian anh ấy đã khẳng định được vị trí của mình trong đội tuyển quốc gia, với hai bàn thắng trong trận thua 2-3 trước Ba Lan tại Sân vận động Silesian ở Chorzów trong vòng loại FIFA World Cup 2006.

### Sự nghiệp ở Bồ Đào Nha và những năm sau đó
Sau những màn trình diễn xuất sắc cho cả câu lạc bộ và quốc gia,anh ấy đã gia nhập Boavista F.C. trong mùa hè năm 2006, với bản hợp đồng ba năm. Anh ấy đã kết thúc mùa giải đầu tiên của mình với mười bàn thắng tại Primeira Liga, và sau đó chuyển đến S.C. Braga
Trong UEFA Cup 2007–08  Linz ghi 11 bàn trong giải đấu, khiến cầu thủ ghi bàn kỳ cựu João Tomás phải ngồi dự bị khi Braga đứng thứ 7 và một lần nữa lọt vào UEFA Cup , thông qua UEFA Intertoto Cup.
Sau cuộc tranh cãi với huấn luyện viên Jorge Jesus, thì bị thay ra trong trận thua 0-2 trước Leixões S.C. vào tháng 9 năm 2008, Linz đánh mất tầm quan trọng của mình trong đội, vào ngày 30 tháng 1 năm 2009, anh ký hợp đồng với CLB Grasshopper Zürich cho đến tháng 6.

## Sự nghiệp quốc tế
Linz có trận ra mắt đầu tiên cho Áo trong một trận giao hữu với Slovakia, thắng 2–0 tại Graz vào ngày 27 tháng 3 năm 2002. Anh vẫn đá chính thường xuyên cho đến tháng 9 năm 2007
Linz đã trở lại đội tuyển quốc gia trong thời gian tham dự VCK Euro 2008 trên sân nhà

## Thành tích

### VớiAustria Wien
Giải bóng đá vô địch quốc gia Áo: 2002–03, 2005–06, 2012–13
Cúp Bóng đá Áo: 2002–03, 2005–06

### VớiBraga
UEFA Intertoto Cup: 2008
Cá nhân
- Vua phá lưới Giải vô địch quốc gia Áo: 2005–06, 2010–11[7][8]